# Trenton Speedway
Der Trenton Speedway war eine Motorsport-Rennstrecke in Trenton im US-Bundesstaat New Jersey. Der über 80 Jahre existierende Ovalkurs wurde von 1900 bis 1980 unter anderem von der NASCAR und der Indycar genutzt und war wegen seines individuellen Layouts bekannt.

## Geschichte
Die Rennstrecke wurde um die Jahrhundertwende zuerst als unbefestigter ½-Meilen-Ovalkurs angelegt. Das erste Rennen wurde am 24. September 1900 ausgetragen, ab 1912 fanden regelmäßig Rennen auf dem Kurs statt. Mit der Zeit wurden die Tribünen immer weiter vergrößert, bis der Kurs 1946 auf eine ganze Meile verlängert wurde. Die entsprechenden Umbauten ließen die Tribünen weiter ab von Teilen der Strecke stehen was zufolge hatte, dass der Sichtbereich der Zuschauer teilweise schlecht war.
Während des Zweiten Weltkriegs war die Strecke ab 1941 geschlossen und nahm den Rennbetrieb erst 1946, wieder auf. 1957 wurde entschieden das Oval zu asphaltieren. Ab dann wurden jährlich Rennen im Rahmen der USAC Championship dort ausgetragen. Das Trenton 500 wurde zu einem der preisträchtigsten Rennen im Rennkalender. Im selben Jahr debütierte die NASCAR Grand National Series mit einem von Fireball Roberts gewonnenen Rennen. Bekannt wurde es unter dem Namen Northern 300, Rekordsieger war Richard Petty mit drei Siegen.
1968 wurde der Kurs erneut auf eine Gesamtdistanz von 1,5 Meilen (2,41 km) vergrößert. Doch die Besitzerin eines Hauses das einen Teil der geplanten Rennstrecke behinderte, wollte dieses nicht verkaufen. Dementsprechend wurde der Kurs um eine (für Speedways unübliche) Rechtskurve erweitert. Dies sorgte für das außergewöhnliche Streckenlayout und brachte dem Kurs den Spitznamen „kidney bean shaped“ (deutsch: in Form einer Kidneybohne) ein.
Mit der Zeit kam es zu sinkenden Zuschauerzahlen und die NASCAR fuhr ihr letztes Rennen im Jahr 1972. Offiziell war 1973 zwar noch als Rennen geplant, dieses wurde aber wegen des schlechten Wetters abgesagt. Die USAC-Rennen wurden jedoch fortgeführt und 1979 tauchte die Strecke für ein Jahr im Rennkalender der damals neuen CART-Serie auf.
Sinkende Einnahmen aus dem Betrieb und mögliche Erlöse aus dem Verkauf des Grundstücks führten 1980 zum Ende der Anlage. Ein letztes 134 Runden langes Rennen wurde aufgrund des Regens nach 79 Umläufen beendet. Danach wurde der Kurs verkauft, abgerissen und urban überbaut. Auf dem Areal befinden sich heute ein Skulpturenpark und ein Museum.